# Urogymnus ukpam
Urogymnus ukpam é uma espécie de peixe da família Dasyatidae.
Pode ser encontrada nos seguintes países: República do Congo, Gabão e Nigéria.
Os seus habitats naturais são: rios, lagos de água doce e águas estuarinas.